# Hamburg-Dulsberg
Hamburg-Dulsberg is een zuidoostelijk stadsdeel van Hamburg-Nord, een district van de Duitse stad Hamburg en heeft ongeveer 17.500 inwoners.

## Geografie
Dulsberg ligt aan de oostzijde van de binnenstad. Het is zeer dicht bebouwd en huisvest ook enkele centrale functies. De bevolkingsdichtheid (circa 12500 inwoners/km²) is zeer hoog.
Dulsberg grenst aan de stadsdelen Barmbek-Süd met de S-Bahn als grens, Barmbek-Nord met de Osterbek als grens, aan Wandsbek en in het zuidwesten enkele meters aan Eilbek. De meeste van deze grenzen werden bepaald bij de opdeling van het stadsdeel Barmbek in Barmbek-Süd, Barmbek-Nord en Dulsberg in 1951.
De stad wordt doorsneden door de Grünzug Duisberg', een 50 meter brede, als park aangelegde zone.
De Strassburger Platz is het centrale plein van het stadsdeel.

## Geschiedenis
De naam vindt zijn oorsprong in een verhoging in het landschap die Tollsberg (zollberg) werd genoemd. Voor het eerst werd het schriftelijk vermeld in een grensdispuut rond 1365.
Eeuwenlang bleef Dulsberg akkerland voor boeren uit Barmbek, maar bij het begin van de 20e eeuw werden het betrokken in de  planning voor stadsuitbreiding van Hamburg.
Met de aanleg van de S-Bahn naar Ohlsdorf werd de Osterbek gekanaliseerd. In 1910 ontstond hier de eerste industrie.
Op 5 december 1906 werd het Bahnhof Friedrichsberg geopend, en ontstond in de directe omgeving woningbouw op de grens met Wandsbek, wat toen nog Pruisisch gebied was.

## Bijzondere gebouwen

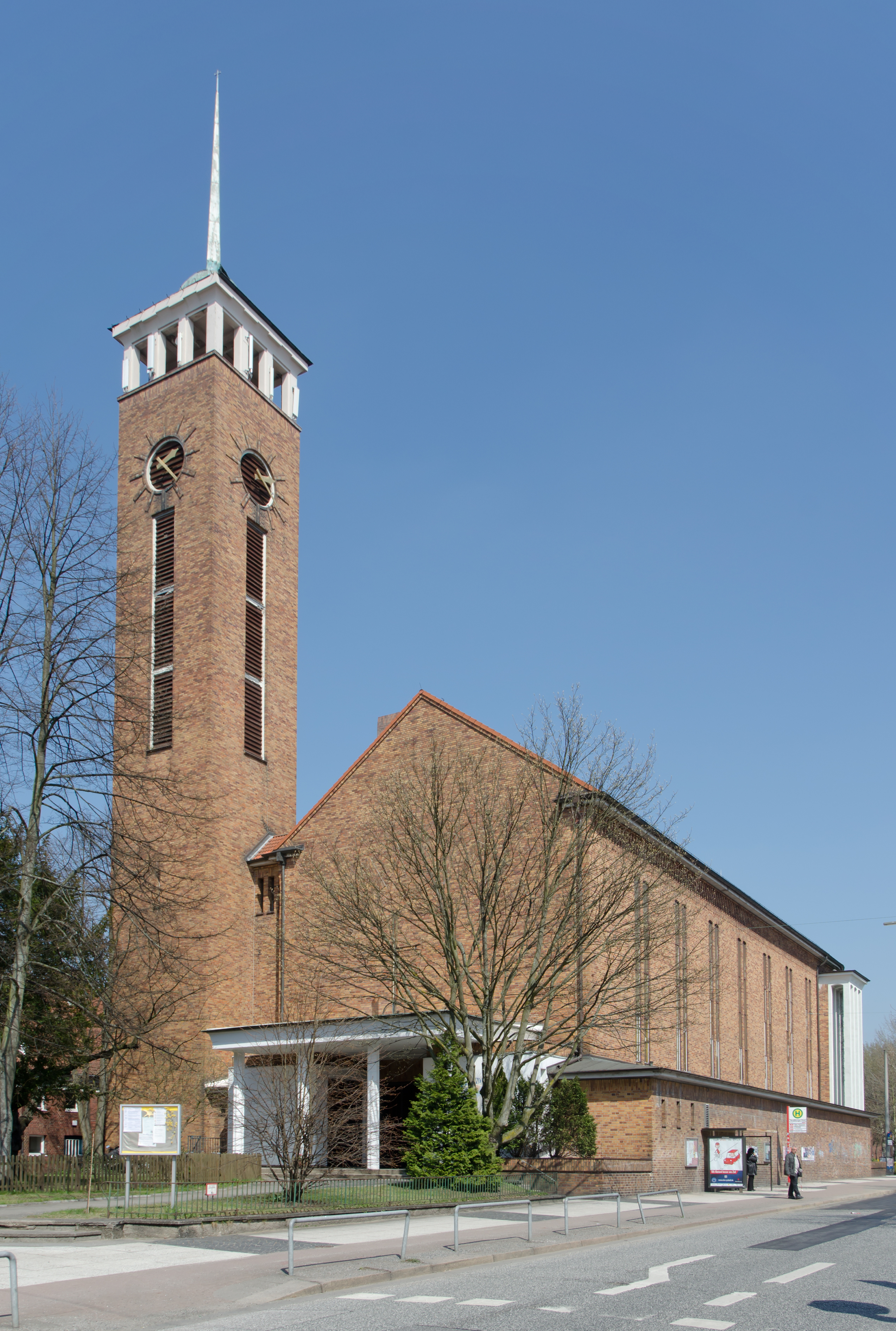
Frohebotschaftskerk Dulsberg

- Blijdeboodschapkerk (Frohebodschaftskirche)

## Verkeer
In Dulsberg bevinden zich volgende stations van de metro van Hamburg: Straßburger Straße en Alter Teichweg op de lijn U1 en S-Bahnhof Friedrichsbeg op de lijnen S1 en S11. Er is ook een dicht busnet.
Dulsburg wordt door meerdere drukke wegverkeersassen doorsneden, waaronder de Ring2, met grote geluidshinder. Maar de inwoners zelf hebben relatief weinig eigen auto's.